# Andronik IV Paleolog
Andronik IV Paleolog (ur. 2 kwietnia 1348 w Konstantynopolu, zm. 28 czerwca 1385 w Selymbrii) – cesarz bizantyjski od 1376 do 1379 roku.

## Życiorys

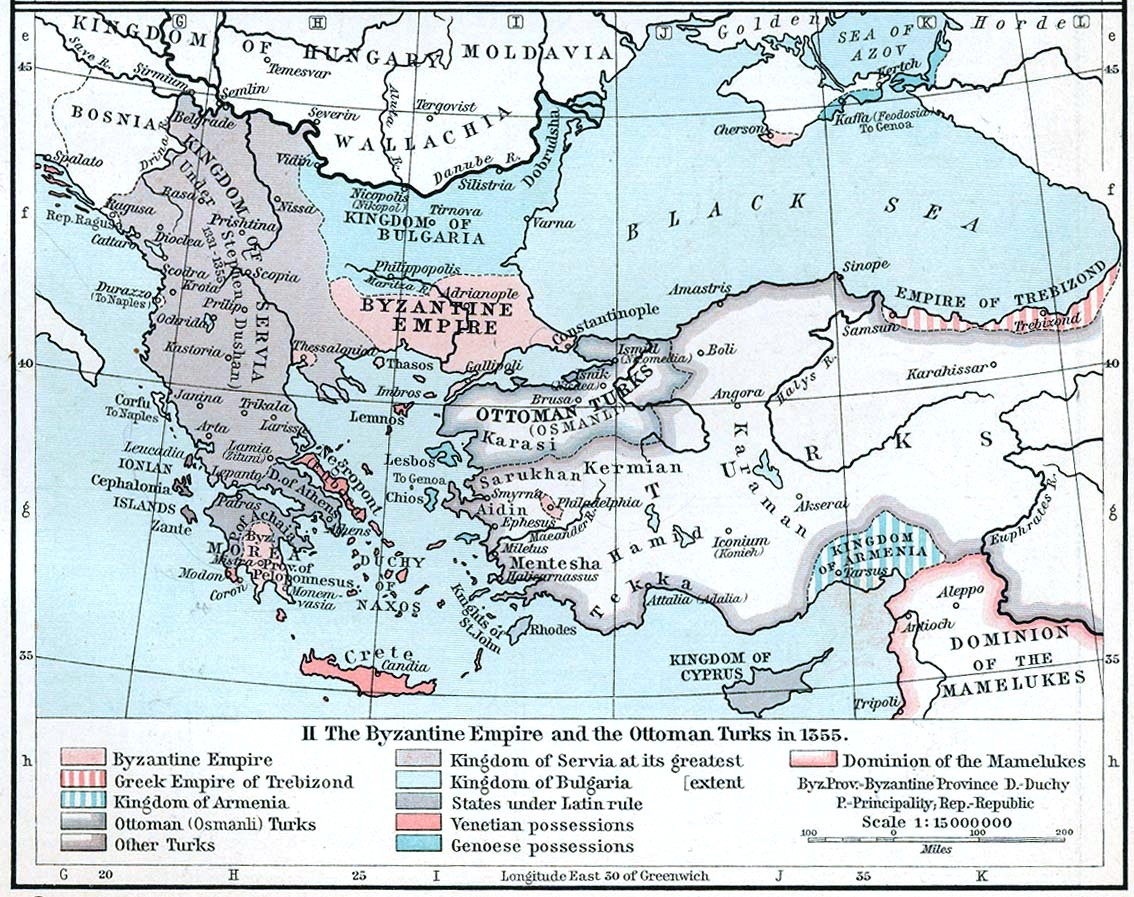
Cesarstwo bizantyńskie w 1355 r.

Pierworodny syn Jana V Paleologa, który miał być jego następcą. W trakcie wojny domowej ojca z Janem VI Kantakuzenem i Mateuszem Kantakuzenem był małoletni i nie brał bezpośredniego udziału w walkach. W 1373 roku razem z synem sułtana Murada I, Saudżim Czelebim podniósł rebelię, która jednak szybko została zażegnana przez obu ojców. Jan V, który był wasalem Murada I, został zmuszony do częściowego oślepienia swojego syna.
W 1376 roku przy pomocy Genueńczyków został cesarzem Bizancjum. Zdetronizowany został trzy lata później, dzięki współpracy Jana V z Wenecjanami, która przyniosła temu drugiemu powrót na tron w Konstantynopolu.
Kolejny raz wystąpił przeciwko swojemu ojcu w 1385 roku. Próba ta, podobnie jak poprzednie, była nieudana.
Ożeniony był z Marią bułgarską. Miał z nią troje dzieci: dwie córki i syna Jana VII Paleologa.